# Đảng Quyền lực Khmer
Đảng Quyền lực Khmer (KPP; tiếng Khmer: គណបក្សអំណាចខ្មែរ) là một đảng phái chính trị thân Mỹ của Campuchia do chính khách người Mỹ gốc Campuchia Sourn Serey Ratha lập nên vào ngày 18 tháng 3 năm 2010. Đảng này không chính thức đăng ký với chính phủ mãi cho đến tháng 3 năm 2015. Mục tiêu của đảng này chỉ nhằm bãi bỏ chế độ quân chủ và thành lập chính phủ Cộng hòa Khmer thứ hai.
Serey Ratha bị buộc tội và phải ngồi tù vào tháng 8 năm 2016 vì chỉ trích việc chính phủ triển khai quân đội đến biên giới Lào. Ông được hoàng gia ban chỉ dụ ân xá một năm sau đó Nhưng Sophorn từ chối khôi phục ông làm chủ tịch đảng mà thay vào đó sẽ trao cho ông chức chủ tịch danh dự. Serey Ratha đe dọa sẽ đệ đơn kiện Sophorn vì bị tố cáo làm giả tài liệu công nhằm đảm bảo chức danh chủ tịch đảng. Serey Ratha còn đề nghị Bộ trưởng Nội vụ kiểm tra một lá thư đề gửi vào tháng 9 năm 2017 nghi là do Sophorn giả mạo hòng bổ nhiệm mình lên làm tổng thống mà không được sự đồng ý trước. Sau đó cả hai bèn tạo dựng đảng mới cho riêng mình, Serey Ratha lập Đảng Cải cách Khmer và Sophorn lập Đảng Thắng lợi Khmer. Cả hai người đều tự xưng là ứng viên kế vị Đảng Quyền lực Khmer.